# José Maria de Eça de Queirós
José Maria de Eça de Queirós [žozé maría di'esa di'kejróš] (25. listopad 1845, Póvoa de Varzim – 16. srpen 1900, Paříž) byl portugalský spisovatel, publicista a diplomat. Klasik portugalské literatury. Je řazen k realismu, který do portugalské literatury vnesl.

## Život
Narodil se jako nemanželský syn vysokého úředníka a na jeho přání vystudoval práva na univerzitě v Coimbře a krátce provozoval právní praxi v Lisabonu. Začal publikovat eseje a povídky v Gazeta de Portugal. Brzy se zařadil do okruhu portugalských intelektuálů usilujících o sociální reformy, které se říká Generace sedmdesátých. Eça de Queirós navíc ostře kritizoval soudobou portugalskou literaturu. V 70. letech začal pracovat rovněž v diplomacii, byl konzulem na Kubě (1872–1874), v Británii (1874–1888) a ve Francii (1888–1900). Zemřel na tuberkulózu.
Na zahraničních misích začal psát romány, které ho nakonec proslavily nejvíce: O Crime do Padre Amaro (Zločin pátera Amara), O Primo Basílio (Bratranec Bazilio) a své mistrovské dílo Os Maias (Maiové).

## Ocenění
V anketě Naši velcí Portugalci (Os Grandes Portugueses), kterou roku 2007 uspořádala portugalská veřejnoprávní stanice Rádio e Televisão de Portugal, a která hledala největší osobnosti portugalských dějin, skončil na 22. místě.